# Caux Tour
Le Caux Tour  est une course cycliste française qui se déroule dans le Pays de Caux, en Normandie. Créée en 2021,, cette épreuve fait partie du calendrier national de la Fédération française de cyclisme depuis 2023. L'édition 2024 a également figuré au programme de la Coupe de France N1. 
Au niveau de l'organisation, la compétition bénéficie de l'encadrement du Véloce Club Rouen 76. Son parcours actuel est tracé autour de la localité de Val-de-Scie.

## Palmarès
| Année | Vainqueur             | Deuxième        | Troisième                 |
| ----- | --------------------- | --------------- | ------------------------- |
| 2021  | Alexis Pierre         | Tom Mainguenaud | Cyrille Patoux            |
| 2022  | Matéo Carlot          | Léandre Huck    | Baptiste Deman            |
| 2023  | Alexis Gougeard       | Léandre Huck    | Julien Jamot              |
| 2024  | Louis Hardouin        | Ludovic Morice  | Florentin Lecamus-Lambert |
| 2025  | Émilien Vandermeersch | Hugo Théot      | Louis Leduc               |